# Saint Helens Cardinals
I Saint Helens Cardinals sono stati una squadra di football americano di St. Helens, in Gran Bretagna. Fondati nel 1985, hanno vinto un titolo UKAFL. Hanno chiuso nel 1998.

## Palmarès
- 1 Titolo UKAFL (1987)